# Marreese Speights
Marreese Akeem Speights (San Petersburgo, Florida, 4 de agosto de 1987) es un jugador de baloncesto estadounidense que milita en los Guangzhou Long-Lions de la CBA china. Mide 2,08 metros, y juega en la posición de pívot. Fue campeón universitario en 2007.

## Trayectoria deportiva

### Universidad
Antes de llegar a la universidad, jugó en el high school de Admiral Farragut, donde tras sólo un año defendiendo su camiseta, su camiseta con el número 53 fue retirada en 2007. Antes de incorporarse a la disciplina de los Gators de la Universidad de Florida pasó también por la Academia Militar de Hargrave.
Ya con los Gators, en su primera temporada tan solo disputó 6 minutos por partido, promediando 4 puntos y dos rebotes, en un año en el que Florida se hizo con el Campeonato de la NCAA, derrotando en la final a Ohio State por 84-75, en un partido en el que Speights aportó 2 puntos y 2 rebotes en 6 minutos de juego. La razón de disputar tan pocos minutos fue que en su equipo los puestos de hombres altos estaban muy bien cubiertos con Al Horford, Joakim Noah y Chris Richard.
Una vez que todos ellos tomaran rumbo a la NBA, Speights se hizo con el puesto de titular, pasando a promediar 14,5 puntos, 8,1 rebotes y 1,4 tapones por partido. Nada más finalizar la temporada, se declaró elegible para el Draft de la NBA. confirmando en junio de 2008 que no regresaría a la disciplina de los Gators.
Acabó como octavo mejor taponador de la historia de Florida, con 0,93 tapones por partido, y segundo mejor lanzador a canasta, con un porcentaje del 63,3%. En el total de su corta carrera universitaria promedió 9,5 puntos y 5,5 rebotes por encuentro.

### Profesional
Fue elegido en la decimosexta posición del Draft de la NBA de 2008 por Philadelphia 76ers, equipo con el que firmó contrato el 18 de julio de 2008, tras causar una gran impresión a técnicos y aficionados en las Ligas de Verano.
El 5 de enero de 2012 fue intercambiado en un traspaso a tres bandas recalando en los Memphis Grizzlies.
En enero de 2013 es traspasado junto con Wayne Ellington y Josh Selby a los Cleveland Cavaliers a cambio de Jon Leuer.
En julio de 2013, ficha como agente libre por los Golden State Warriors.

## Estadísticas de su carrera en la NBA

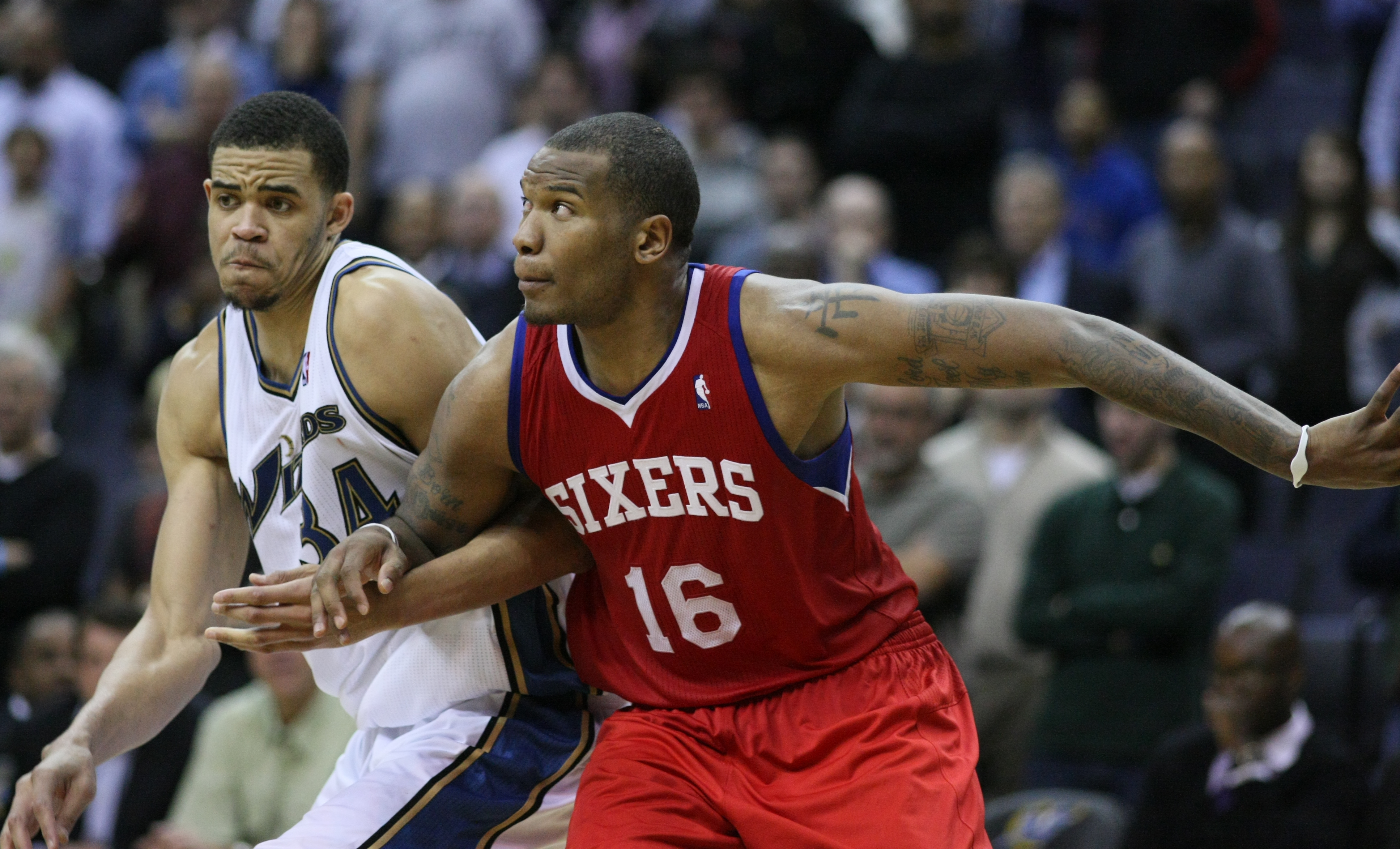
Speights (derecha) peleando la posición con JaVale McGee

| † | Denota temporada en la que Speights ganó un Campeonato de la NBA |

### Temporada regular
| Año      | Equipo        | PJ  | PT | MPP  | %TC  | %3P  | %TL  | RPP | APP | ROB | TPP | PPP  |
| -------- | ------------- | --- | -- | ---- | ---- | ---- | ---- | --- | --- | --- | --- | ---- |
| 2008-09  | Philadelphia  | 79  | 2  | 16.0 | .502 | .250 | .773 | 3.7 | .4  | .3  | .7  | 7.7  |
| 2009-10  | Philadelphia  | 62  | 1  | 16.4 | .477 | .000 | .745 | 4.1 | .6  | .5  | .5  | 8.6  |
| 2010-11  | Philadelphia  | 64  | 1  | 11.5 | .495 | .250 | .753 | 3.3 | .5  | .1  | .3  | 5.4  |
| 2011-12  | Memphis       | 60  | 54 | 22.4 | .453 | .000 | .771 | 6.2 | .8  | .4  | .5  | 8.8  |
| 2012-13  | Memphis       | 40  | 2  | 14.5 | .429 | .400 | .716 | 4.7 | .5  | .3  | .7  | 6.6  |
| 2012-13  | Cleveland     | 39  | 1  | 18.5 | .457 | .200 | .806 | 5.1 | .7  | .4  | .7  | 10.2 |
| 2013-14  | Golden State  | 79  | 3  | 12.4 | .441 | .258 | .821 | 3.7 | .4  | .1  | .4  | 6.4  |
| 2014-15† | Golden State  | 76  | 9  | 15.9 | .492 | .278 | .843 | 4.3 | .9  | .3  | .4  | 10.4 |
| 2015-16  | Golden State  | 72  | 0  | 11.6 | .432 | .387 | .825 | 3.3 | .8  | .3  | .5  | 7.1  |
| 2016-17  | L.A. Clippers | 82  | 2  | 15.7 | .445 | .372 | .876 | 4.5 | .8  | .3  | .5  | 8.7  |
| 2017-18  | Orlando       | 52  | 3  | 13.0 | .395 | .369 | .727 | 2.6 | .8  | .2  | .4  | 7.7  |
| Total    | Total         | 705 | 78 | 15.1 | .459 | .356 | .797 | 4.1 | .7  | .3  | .5  | 7.9  |

### Playoffs
| Año   | Equipo        | PJ | PT | MPP  | %TC  | %3P  | %TL  | RPP | APP | ROB | TPP | PPP |
| ----- | ------------- | -- | -- | ---- | ---- | ---- | ---- | --- | --- | --- | --- | --- |
| 2009  | Philadelphia  | 3  | 0  | 9.7  | .429 | .000 | .750 | 2.0 | .0  | .0  | .0  | 3.0 |
| 2011  | Philadelphia  | 2  | 0  | 10.5 | .167 | .000 | .000 | 3.0 | .5  | .0  | .5  | 2.0 |
| 2012  | Memphis       | 7  | 0  | 14.3 | .488 | .000 | .600 | 4.3 | .3  | .4  | .4  | 6.6 |
| 2014  | Golden State  | 7  | 0  | 9.7  | .528 | .000 | .500 | 3.1 | .4  | .3  | .6  | 6.3 |
| 2015† | Golden State  | 10 | 0  | 6.7  | .333 | .000 | .600 | 2.1 | .4  | .4  | .3  | 3.7 |
| 2016  | Golden State  | 24 | 0  | 8.4  | .390 | .419 | .774 | 2.0 | .5  | .1  | .3  | 5.6 |
| 2017  | L.A. Clippers | 7  | 2  | 14.0 | .432 | .350 | .700 | 2.9 | .4  | .3  | .4  | 6.6 |
| Total | Total         | 60 | 2  | 9.7  | .410 | .397 | .671 | 2.5 | .4  | .2  | .4  | 5.3 |